# چهره دیگری
چهره دیگری (به انگلیسی: The Face of Another) (به ژاپنی: Tanin no kao) فیلمی داستانی به کارگردانی هیروشی تشیگاهارا محصول سال ۱۹۶۶ است. در این فیلم تاتسویا ناکادای در نقش اصلی به ایفای نقش پرداخت، این فیلم جایزهٔ فیپرشی را برای تشیگاهارا به همراه داشت.

## داستان
صورت مردی تاجر در یک سانحه دچار آسیب شدید می‌شود. پزشک وی برای او یک نقاب درست می‌کند که کاملاً شبیه یک چهرهٔ واقعی است، اما این نقاب به مرور شخصیت مرد را نیز دستخوش تغییر می‌کند.

## بازیگران
- تاتسویا ناکادای (در نقش آقای اوکویاما)
- میکیجیرو هیرا (در نقش روان‌پزشک)
- کویوکا کیشیدا (در نقش پرستار)
- ماشیکو کایو (در نقش خانم اوکویاما)

## جوایز
- برندهٔ جایزهٔ فیپرشی.